# Proameira dubia
Proameira dubia är en kräftdjursart som först beskrevs av Georg Ossian Sars 1920.  Proameira dubia ingår i släktet Proameira och familjen Ameiridae. Inga underarter finns listade i Catalogue of Life.